# 곰DJ
곰DJ는 곰앤컴퍼니에서 만든 인터넷 음악방송을 위한 프로그램이다.

## 특징
- 방송서버 내장
- 다양한 음향효과 : 잔향효과, 에코효과, 음성조절 기능 등

## 기타
- DJ와 곰DJ 서버로 분리되어 있었으나 1.2.0부터 통합되었다.[1]

## 같이 보기
- 곰오디오